# Escompte
L'escompte est une technique financière permettant d'obtenir de la trésorerie.

## Typologie et enjeux

### Typologie
L'escompte bancaire est une opération de cession à une banque d'un effet de commerce détenu par un tiers (le créancier, le fournisseur, le bénéficiaire, le tireur) sur un de ses clients (le débiteur, le client, le tiré) en échange d'une avance de trésorerie. La banque est en mesure de se retourner contre tous les signataires de cet effet.
L'escompte de règlement (de caisse, financier) est une réduction de prix accordée pour paiement comptant. Le taux d'escompte doit être obligatoirement indiqué sur la facture.
L'escompte commercial est une opération dans laquelle un client paye la facture de son fournisseur au comptant au lieu d'attendre l'échéance prévue, en retirant un pourcentage en échange (le pourcentage retiré est aussi appelé escompte).

### Enjeux
C'est un moyen de se procurer du crédit à court terme et d'améliorer sa trésorerie.

## Réduire le coût de son escompte
Depuis quelques années, une pratique se répand afin de permettre aux entreprises ayant recours à l'escompte de réduire le pourcentage cédé. L'affacturage inversé permet en effet aux grosses entreprises de mettre en jeu leur réputation pour le remboursement de la créance, et donc le taux de l'escompte s'en trouve diminué pour le fournisseur. Cette pratique témoigne de la volonté des grands donneurs d'ordres de faire bénéficier de taux préférentiels leurs fournisseurs d'envergure plus petite, et donc de construire des relations commerciales plus bénéfiques.

## Caractéristiques principales

### L'escompte bancaire
L'escompte bancaire est une opération de crédit à court terme, par laquelle des effets de commerce sont transférés au banquier qui procède en contrepartie à leur paiement immédiat, déduction faite des intérêts et des commissions.

### Escompte de règlement
- Dans le cas des immobilisations corporelles, l'escompte de règlement est déduit de la valeur d'entrée de l'immobilisation.
- Pour les achats de biens stockés (matières premières, marchandises, approvisionnements stockés enregistrés dans le compte 602) l'escompte est déduit du prix d'achat (Recueil des Normes Comptables Françaises art 213-31) et n'est pas enregistré en tant que tel.
- Dans le cas des ventes de biens et services, les escomptes sont comptabilisés au compte 665 au débit (c'est en effet une réduction de prix) et dans le compte 765 au crédit pour ce qui est des achats de biens non stockés et de services.
- Il se calcule avant la taxe sur la valeur ajoutée (TVA).

Le schéma de comptabilisation d'une facture type (exemple de 110 € de prix d'achat - 10 % de remise signifie un net hors taxe de 99 €, suivi d'un escompte à 10 % (donc de 9,9 €) et 17,82 € de TVA) est en France :
Calcul : 110 - 11 = 99 € ; 99 - 9,9 = 89,1 € ; 89,1 * 20% = 17,82 € ; 89,1 + 17,82 = 106,92 €
Pour les immobilisations, les achats de biens stockés ou dans le cas des normes IFRS, les escomptes sont déduits du prix d'acquisition et non indiqués aux comptes 665 et 765.
Pour un achat :
| Compte | Intitulé                                    | Débit | Crédit |
| ------ | ------------------------------------------- | ----- | ------ |
| 6      | comptes d'achat                             | 99,00 |        |
| 44566  | TVA déductible sur autres biens et services | 17,82 |        |
| 765    | Escomptes obtenus                           |       | 9,90   |
| 401    | Fournisseurs                                |       | 106,92 |

Pour une vente :
| Compte | Intitulé           | Débit  | Crédit |
| ------ | ------------------ | ------ | ------ |
| 411    | Clients            | 106,92 |        |
| 665    | Escomptes accordés | 9,90   |        |
| 44571  | TVA collectée      |        | 17,82  |
| 7      | compte de vente    |        | 99,00  |